# Mithridate de Colchide
Pour les articles homonymes, voir Mithridate.
Mithridate (fl. 83 av. J.-C.) est le fils du roi Mithridate VI du Pont et de sa sœur-épouse Laodicé. Il fut nommé par son père gouverneur de Colchide sur la mer Noire, mais il fut ensuite destitué et mis à mort pour suspicion de déloyauté. Une stèle bilingue en grec et en latin du Capitole conservée à Rome le fait connaître sous ses noms de Mithridate Philopator Philadelphe.

## Première guerre mithridatique
Mithridate est le fils aîné de Mithridate VI Eupator, roi du Pont, et de Laodicé, que le roi avait fait exécuter pour infidélité. Mithridate Philopator Philadelphe sert loyalement son père lors de la première guerre contre la République romaine et subit une défaite aux mains du commandant romain Caius Flavius Fimbria sur le Rhyndacos en Asie Mineure en 85 av. J.-C. Le jeune Mithridate s'enfuit pour rejoindre son père à Pergame, mais tous deux sont ensuite chassés par Fimbria jusqu'à Pitane, d'où les deux Mithridate réussissent à s'échapper par la mer.

## Dirigeant de la Colchide
Après la guerre, Mithridate VI dut faire face à des troubles parmi ses sujets éloignés, notamment ceux de Colchide, un pays situé sur la côte orientale de la mer Noire. Pour la monarchie pontique, la Colchide était une possession stratégique, qui fournissait à la fois de la main-d'œuvre et des matières premières comme le bois et le lin. Les Colches, mécontents de l'administration précédente de leur pays, demandèrent au roi d'envoyer son fils aîné et héritier, Mithridate, comme dirigeant. Quand Eupator céda, les Colches revinrent à leur allégeance. La nomination de Mithridate Philopator Philadelphe comme dirigeant de Colchide était probablement de la même nature que l'installation simultanée d'un autre fils, Macharès, comme vice-roi du Bosphore Cimmérien. Mithridate de Colchide a peut-être émis sa propre monnaie, comme une horde d'au moins 119 pièces de bronze trouvées à Vani, en Géorgie.
Le règne du jeune Mithridate en Colchide fut accueilli avec une telle faveur de la part de ses nouveaux sujets qu'il attisa la jalousie de son père. Selon l'historien romain Appien, le roi du Pont soupçonnait que les événements en Colchide avaient été provoqués par son fils « à cause de sa propre ambition de devenir roi ». Eupator rappela son fils, le plaça en détention, ligoté dans des chaînes d'or, et le fit plus tard tuer. Un dignitaire de confiance originaire d'Amasée, Moaphernès, un grand-oncle du géographe Strabon, fut envoyé pour administrer la Colchide.